# Chasse patate
Chasse patate (uit het Frans: Chasse, letterlijk "jacht", Patate, letterlijk "aardappel", maar figuurlijk "domoor", "onnozelaar") is een term uit het wielrennen, die voor wat betreft het wielrennen op de weg, gebruikt wordt wanneer één renner (of, uitzonderlijk, meerdere renners) vanuit het peloton naar de kop(groep) demarreert en halverwege blijft hangen. Indien deze zijn achtervolging volhoudt  (of zelfs begint) – zonder uitzicht op aansluiting bij die kop(groep) – wordt die achtervolging een chasse patate genoemd. De renner levert een relatief grote inspanning om in zijn eentje voor het peloton uit te blijven, schijnbaar nog steeds jagend op de (kop)groep, maar verkiest, zonder de kans de uitslag van de wedstrijd nog te kunnen beïnvloeden (via enerzijds aansluiting bij de (kop)groep of anderzijds door zich terug te laten zakken in het peloton), deze aldus uitputtende maar weinig renderende inspanning toch vol te houden. Deze inspanning van deze renner valt daardoor niet (meer) serieus te nemen.
Voor wat betreft het baanwielrennen is de huidige betekenis een koppelkoers waarin de renners het elkaar bewust dan wel merkbaar niet moeilijk maken tijdens de wedstrijd. Dit kan zich uiten in een "jacht" (een typische term onder de renners voor de koppelkoers) die met een merkbaar relatief lage algemene snelheid wordt verreden en waar het peloton gedemarreerde koppels zonder veel verzet een ronde laat "nemen" op datzelfde peloton. Ook hier wordt een inspanning geleverd door de renners die niet serieus te nemen is.

## Zesdaagsencircuit
De term is afkomstig uit het Zesdaagsencircuit. Tot aan de jaren tachtig van de 20e eeuw hadden veel zesdaagsen een middagprogramma als aanvulling op het avond- en nachtprogramma, zoals in de Zesdaagse van Bremen op de zaterdagen nog het geval is. Doordat in tegenstelling tot het avondprogramma deze middagprogramma's slecht werd bezocht of veeleer door schoolgaande jeugd in plaats van betalende bezoekers werd bezocht (vaak op uitnodiging van lokale sponsoren), verkozen de renners om voor het publiek in plaats van een echte wedstrijd, waarin "rechtdoor" wordt gereden (tout droit - constant zo laag mogelijk in de baan blijvend, om niet meer dan de kortste afstand per baanronde te hoeven rijden), een wedstrijd te verrijden die meer gericht was op vermaak dan op eindwinst in de zesdaagse. De koppels die op grote achterstand in het algemeen klassement stonden, waren door de lagere snelheid van het peloton in staat wat rondes te nemen, waardoor er ogenschijnlijk wat meer spanning in het voorlopig algemeen klassement kwam. De ploegen die wel in staat werden geacht om voor de eindoverwinning te strijden konden hun krachten sparen, door de lage snelheid en door elkaar zonder strijd (zonder elkaar na te jagen) rond te laten rijden. Het (weinig deskundige) publiek kreeg op die manier een schijnbaar dynamische wedstrijd te zien waarin veel koppels demarreerden en "rond" reden (een ronde weten te nemen op het peloton), zonder dat deze wedstrijd van de renners veel krachten vergde evenwel maar derhalve wel een patattenjacht opleverde.

### De Zesdaagse van Parijs
De term patattenjacht zelf lijkt afkomstig uit de Zesdaagse van Parijs waar na een pauze met een warme maaltijd (met daarin patatten/aardappelen) de renners hun reeks van opeenvolgende wedstrijden van dat dagdeel begonnen met een korte "jacht". De eerste wedstrijd van een dagdeel omvatte gewoonlijk meerdere tussensprints voor punten (bekend als klassementssprints of klassementen) die elkaar vrij snel achtereen opvolgden, bijvoorbeeld om de 10 ronden. Doordat de renners zojuist gegeten hadden, er nog een lange reeks van wedstrijdonderdelen ging volgen en dit type wedstrijd ook ingericht bleek op het sprokkelen van punten in plaats van de belangrijkere ronden, werd deze wedstrijd vaak met duidelijk relatief lage snelheid verreden (mogelijk met uitzondering van de klassementssprints zelf) en kwam daardoor bekend te staan als een patattenjacht.
De term kwam vervolgens in gebruik voor alle jachten waarbij de renners (om de een of andere reden) het elkaar niet moeilijk maakten op de fiets en die bovendien duidelijk niet zozeer met het oog op de zege in het eindklassement verreden werden.

### Tegenwoordig
Een chasse patate staat in de huidige zesdaagsen slecht aangeschreven. Als gevolg van de tegenwoordig relatief korte wedstrijdprogramma's en kortere koppelkoersen — totaal anderhalf uur koppelkoers per avond en nacht, in plaats van bijvoorbeeld de vier tot zes uur die regulier geworden was sinds de introductie van een eerdere beperking van de wedstrijduren tot de avond en de nacht gedurende de jaren 1970 — wordt in beginsel van de renners verwacht dat zij ook elk wedstrijduur van het huidige programma "koers maken", met het oog op het eindklassement, in plaats van zichzelf te sparen door gezamenlijk (ogenschijnlijk) "patattenjacht" te verkiezen.